# いすゞ・ベレットR6

いすゞ・ベレットR6(Isuzu　BELLETT R6)はいすゞ自動車が1969年日本グランプリ出場のために製作したスポーツプロトタイプカーである。

## 概要
それまでツーリングカーでモータースポーツ活動を行ってきたいすゞが初めて製作したレーシングカーである。ミッドシップのクーペボディでシャシーは鋼板製モノコック、カウルは当初アルミ製であったがその後FRP製に改められた。エンジンは117クーペ用の1.6 L・直列4気筒のG161Wをドライサンプ化し、キャブレターの径を⌀40から⌀44に拡大したものを使用した。
同時にいすゞ・R7（車名に「ベレット」はつかなかった）も製作されたがこちらは2座席のオープンタイプでシボレー製V8エンジンを使用していた。
ベレットR6とR7の製作とグランプリ出場は「社内有志による小規模な体制」によるものであり、日産やトヨタのようなメーカーの総力を結集してのグランプリ参戦とは意味合いは異なる。

## 戦績
- 1969年日本グランプリ

28. 米村太刀夫/粕谷順一郎
29. 大森祥吾/浅岡重輝
日本グランプリには28、29号車の2台のベレットR6が出場した。28号車が予選19位、29号車は予選20位。レースは29号車は34周目バッテリートラブルでリタイア。28号車はトラブルを抱えながらも最後まで走り19位でチェッカーを受けたが、周回数不足で完走扱いにはならなかった。
その後、ベレットR6は1970年に3つのレースに出場した。
- 鈴鹿300 kmレース

63. 浅岡重輝
64. 米村太刀夫
このレースには田中健二郎のフォード・GT40、風戸裕のポルシェ・910、永松邦臣のポルシェ・908、北野元のフェアレディZなど多くの有力マシンが出場していたが、予選で64号車が2位、63号車が3位とそれぞれ好グリッドを占めた。1月18日に行われた決勝レースは前日の降雪の影響でレース距離を210 kmに短縮して行われた。63号車はイグニッショントラブルにより4周でリタイア。64号車も1回目のピットストップの後オイル漏れが発生しリタイアした。
- 鈴鹿500 kmレース

3. 浅岡重輝
5. 津々見友彦
予選2位スタートの3号車はノートラブルで順調に周回を重ね、優勝した風戸裕のポルシェ・910と同一周回の2位でゴール。5号車はレース途中から片側の燃料タンクが燃料ポンプのトラブルで使えなくなり、他のマシンより給油の回数が増えたためタイムをロスしフェアレディに次ぐ4位に終わった。
- 鈴鹿1000 kmレース

2. 大森祥吾/米村太刀夫
3. 浅岡重輝/津々見友彦
予選で3号車がポールポジションを獲得し2号車も2位に入った。決勝でも2台とも上位を走っていたが2号車が39周目に左リヤタイヤのバーストにより後退し、その後ブレーキ、サスペンションにトラブルが出てリタイア。トップでレースを折り返していた3号車もトランスミッションのトラブルでリタイアした。